# Movimento Islâmico do Uzbequistão
O Movimento Islâmico do Uzbequistão (MIU, em usbeque:  Ўзбекистон Исломий Ҳаракати/Oʻzbekiston Islomiy harakati) é um grupo militante islâmico formado em 1998  pelo ideólogo islâmico Tahir Yuldashev e pelo ex-paraquedista soviético Juma Namangani - ambos de etnia uzbeque do Vale de Fergana. Seu objetivo inicial era derrubar o presidente do Uzbequistão Islam Karimov, e criar um Estado islâmico sob a sharia; no entanto, nos anos seguintes, se reinventaria como um aliado da al-Qaeda e dos talibãs.  Também se tornou um forte apoiante do Estado Islâmico do Iraque e do Levante.
Operando a partir de bases no Tajiquistão e áreas controladas pelo Talibã no norte do Afeganistão, o MIU lançou uma série de ataques contra o sul do Quirguistão em 1999 e 2000. O MIU sofreu pesadas baixas em 2001-2002, durante a invasão liderada pelos Estados Unidos ao Afeganistão. Namangani foi morto, enquanto Yuldeshev e muitos dos combatentes restantes do MIU fugiram com remanescentes do Talibã para o Waziristão, nas zonas tribais sob administração federal do Paquistão. Desde então, o MIU se concentra na luta contra as forças paquistanesas nas zonas tribais, e as forças da OTAN e afegãs no norte do Afeganistão. 